# Nottingham John Player 1977
Il Nottingham John Player 1977 è stato un torneo di tennis giocato sull'erba. È stata la 10ª edizione del Nottingham John Player che fa parte del Colgate-Palmolive Grand Prix 1977. Si è giocato a Nottingham in Gran Bretagna dal 6 al 12 giugno 1977.

## Campioni

### Singolare
Jaime Fillol e  Tim Gullikson hanno condiviso il titolo

### Doppio
- Informazione non disponibile